# 12301 Eötvös
12301 Eötvös là một tiểu hành tinh vành đai chính với chu kỳ quỹ đạo là 1331.9419966 ngày (3.65 năm).
Nó được phát hiện ngày 4 tháng 9 năm 1991.